# Élections sénatoriales de 2023 en Seine-et-Marne
Des élections sénatoriales en Seine-et-Marne ont lieu le 24 septembre 2023 afin de renouveler au scrutin indirect les 6 sièges du département au Sénat, la chambre haute du Parlement français.

## Contexte départemental
Les élections sénatoriales de 2017 en Seine-et-Marne ont eu pour résultat l'élection de trois sénateurs sur une liste des Républicains, de deux sénateurs sur une liste consolidée par La République en marche ainsi que d'un sénateur socialiste.
Depuis, tous les effectifs du collège électoral des grands électeurs ont été renouvelés, à travers les élections municipales de 2020, les élections régionales et départementales de 2021 ainsi que les élections législatives de 2022.

## Sénateurs sortants
Le 24 juillet 2023, les sénateurs Arnaud de Belenet et Colette Mélot, élus en 2017 sur la liste de La République en marche, annoncent ne pas se représenter lors de ce nouveau scrutin. A contrario, les trois sénateurs Les Républicains sortants ainsi que le sénateur socialiste Vincent Éblé se présentent à nouveau aux grands électeurs du département.
| Sénateur          | Groupe | Groupe | Parti | Parti | Fonctions lors de l'élection en 2017                                                                                       |
| ----------------- | ------ | ------ | ----- | ----- | --- |
| Pierre Cuypers    |        | REP    |       | LR    | Sénateur sortant, maire d'Aubepierre-Ozouer-le-Repos                                                                       |
| Anne Chain-Larché |        | REP    |       | LR    | Sénatrice sortante, conseillère régionale d'Île-de-France, conseillère municipale de Saint-Denis-lès-Rebais                |
| Claudine Thomas   |        | REP    |       | LR    | Conseillère régionale d'Île-de-France, adjointe au maire de Chelles                                                        |
| Arnaud de Belenet |        | UC     |       | AC    | Conseiller départemental pour le canton de Serris, maire de Bailly-Romainvilliers, président de Val d'Europe Agglomération |
| Colette Mélot     |        | LIRT   |       | HOR   | Sénatrice sortante |
| Vincent Éblé      |        | SER    |       | PS    | Sénateur sortant, conseiller départemental pour le canton de Champs-sur-Marne                                              |

## Présentation des listes et des candidats
Les sénateurs sont élus pour un mandat de 6 ans au suffrage universel indirect par les grands électeurs du département. En Seine-et-Marne, les sénateurs sont élus au scrutin proportionnel plurinominal. Leur nombre reste inchangé, six sénateurs sont à élire et huit candidats doivent être présentés sur la liste pour qu'elle soit validée. Chaque liste de candidats est obligatoirement paritaire et alterne entre les hommes et les femmes. Neuf listes sont déposées dans le département,.

### Liste «Sauvons l'authenticité de nos villes et villages» (DVD)
| N° | Candidats | Candidats                 | Étiquette | Fonctions principales                           |
| -- | --------- | ------------------------- | --------- | ----------------------------------------------- |
| 01 |           | Michel Gérès              | DVD       | Maire de Croissy-Beaubourg                      |
| 02 |           | Sylvie Bouchet Bellecourt | DVD       | Conseillère municipale d'Héricy                 |
| 03 |           | Gérard Carrasco           | SE        | Maire de Mouy-sur-Seine                         |
| 04 |           | Martine Duvernois         | DVD       | Conseillère municipale de Bussy-Saint-Georges   |
| 05 |           | Nasser Oundjeli           | SE        |                                                 |
| 06 |           | Gladys Hilderal           | DVD       | Conseillère municipale de Saint-Mard            |
|    |           |                           |           |                                                 |
| 07 |           | Édouard Donio             | DVD       | Adjoint au maire de Rampillon                   |
| 08 |           | Aurélie Cocu              | DVD       | Conseillère municipale de Montcourt-Fromonville |

### Liste «Au service des communes pour défendre la Seine-et-Marne» (RN)
| N° | Candidats | Candidats              | Étiquette | Fonctions principales                               |
| -- | --------- | ---------------------- | --------- | --------------------------------------------------- |
| 01 |           | Aymeric Durox          | RN        | Conseiller régional, conseiller municipal de Nangis |
| 02 |           | Martine Demonchy       | RN        | Conseillère régionale                               |
| 03 |           | Dominique Lioret       | RN        |                                                     |
| 04 |           | Martine Clément-Launay | RN        | Conseillère municipale de Tournan-en-Brie           |
| 05 |           | Joël Pachot            | EXD       | Maire de Villuis                                    |
| 06 |           | Béatrice Roullaud      | RN        | Députée, conseillère régionale                      |
|    |           |                        |           |                                                     |
| 07 |           | Didier Bernard         | RN        |                                                     |
| 08 |           | Dorothée Nicole        | RN        | Conseillère municipale de Claye-Souilly             |

### Liste «La Seine-et-Marne au cœur» (LR)
| N° | Candidats | Candidats               | Étiquette | Fonctions principales                                                                       |
| -- | --------- | ----------------------- | --------- | ------------------------------------------------------------------------------------------- |
| 01 |           | Anne Chain-Larché       | LR        | Sénatrice sortante, conseillère régionale, conseillère municipale de Saint-Denis-lès-Rebais |
| 02 |           | Pierre Cuypers          | LR        | Sénateur sortant                                                                            |
| 03 |           | Claudine Thomas         | LR        | Sénatrice sortante, conseillère départementale                                              |
| 04 |           | Gilles Battail          | LR        | Maire de Dammarie-les-Lys                                                                   |
| 05 |           | Laurence Miffre-Peretti | LR        | Maire de Saint-Jean-les-Deux-Jumeaux                                                        |
| 06 |           | Nicolas Pozo            | LR        | Maire de Beaumont-du-Gâtinais                                                               |
|    |           |                         |           |                                                                                             |
| 07 |           | Laurence Guérinot       | DVD       | Maire d'Everly                                                                              |
| 08 |           | Julien Aguin            | DVD       | Maire de Voisenon                                                                           |

### Liste «Seine-et-Marne d'abord» (DVC)
| N° | Candidats | Candidats              | Étiquette | Fonctions principales                                                    |
| -- | --------- | ---------------------- | --------- | ------------------------------------------------------------------------ |
| 01 |           | Patrick Septiers       | DVC       | Conseiller départemental, conseiller municipal de Moret-Loing-et-Orvanne |
| 02 |           | Valérie Prieux         | PRV       |                                                                          |
| 03 |           | André Moukhine-Fortier | DVC       | Conseiller municipal de Meaux                                            |
| 04 |           | Isabelle Pautrel       | DVD       | Conseillère municipale d'Arbonne-la-Forêt                                |
| 05 |           | Charles Humblot        | DVC       | Adjoint au maire de Melun                                                |
| 06 |           | Laurence Klein         | DVD       | Maire de Villemaréchal                                                   |
|    |           |                        |           |                                                                          |
| 07 |           | Jacques Drouhin        | DVG       |                                                                          |
| 08 |           | Corinne Jullien        | SE        |                                                                          |

### Liste «Rassemblés pour la Seine-et-Marne» (DVC)
| N° | Candidats | Candidats        | Étiquette | Fonctions principales                                        |
| -- | --------- | ---------------- | --------- | ------------------------------------------------------------ |
| 01 |           | Louis Vogel      | HOR       | Conseiller régional, maire de Melun                          |
| 02 |           | Sophie Deloisy   | RE        | Conseillère départementale, adjointe au maire de Coulommiers |
| 03 |           | Tony Salvaggio   | DVG       | Maire de Pontcarré                                           |
| 04 |           | Isabelle Bolgert | HOR       | Adjointe au maire de Fontainebleau                           |
| 05 |           | Pierre Parizia   | DVC       | Adjoint au maire d'Émerainville                              |
| 06 |           | Anne Thibault    | DVD       | Maire d'Arville                                              |
|    |           |                  |           |                                                              |
| 07 |           | Maxime Labelle   | DVD       | Maire de Montcourt-Fromonville                               |
| 08 |           | Mireille Munch   | Cap21     | Conseillère départementale, maire de Ferrières-en-Brie       |

### Liste «Seine-et-Marne Union populaire, écologique et sociale» (LFI)
| N° | Candidats | Candidats             | Étiquette | Fonctions principales                       |
| -- | --------- | --------------------- | --------- | ------------------------------------------- |
| 01 |           | Delphine Heuclin      | LFI       | Conseillère municipale de Pontault-Combault |
| 02 |           | Jean-Michel Mateu     | LFI       | Adjoint au maire de Villemareuil            |
| 03 |           | Cécile Prim           | LFI       | Conseillère municipale de Melun             |
| 04 |           | Hamid Niati           | LFI       | Adjointe au maire de Lieusaint              |
| 05 |           | Marie-Pierre Molina   | LFI       |                                             |
| 06 |           | Cédric Colin          | LFI       | Conseiller municipal de Montry              |
|    |           |                       |           |                                             |
| 07 |           | Valérie Delage        | LFI       |                                             |
| 08 |           | Christophe Bosquillon | LFI       | Conseiller municipal de Cesson              |

### Liste «Rassemblement de la gauche, des écologistes et des citoyens» (UG)
| N° | Candidats | Candidats          | Étiquette | Fonctions principales                                       |
| -- | --------- | ------------------ | --------- | ----------------------------------------------------------- |
| 01 |           | Vincent Éblé       | PS        | Sénateur sortant, conseiller départemental                  |
| 02 |           | Marianne Margaté   | PCF       | Conseillère départementale, adjointe au maire de Mitry-Mory |
| 03 |           | Hocine Oumari      | EELV      | Adjoint au maire de Pontault-Combault                       |
| 04 |           | Marie-Line Pichery | PS        | Conseillère départementale, maire de Savigny-le-Temple      |
| 05 |           | Hervé Jochmans     | PS        | Adjoint au maire de Moret-Loing-et-Orvanne                  |
| 06 |           | Céline Gillier     | PS        | Conseillère municipale de Melun                             |
|    |           |                    |           |                                                             |
| 07 |           | Maxence Gille      | DVG       | Maire de Lizy-sur-Ourcq                                     |
| 08 |           | Amina Bacar        | DVG       | Conseillère municipale d'Avon                               |

### Liste «Le bon sens en Seine-et-Marne» (DVD)
| N° | Candidats | Candidats                  | Étiquette | Fonctions principales    |
| -- | --------- | -------------------------- | --------- | ------------------------ |
| 01 |           | Pierre Racine              | DVD       | Maire de Valence-en-Brie |
| 02 |           | Alma Rosa Vargas Solis     | DVD       |                          |
| 03 |           | Nicolas Charpentier-Liegey | DVD       |                          |
| 04 |           | Annie Chaponnier           | SE        |                          |
| 05 |           | Julien Leclercq            | SE        |                          |
| 06 |           | Christine Valdenaire       | SE        |                          |
|    |           |                            |           |                          |
| 07 |           | Pascal Robert              | DLF       |                          |
| 08 |           | Evelyne Marque             | DVD       |                          |

### Liste «Seine-et-Marne 2029» (REG)
| N° | Candidats | Candidats               | Étiquette | Fonctions principales                         |
| -- | --------- | ----------------------- | --------- | --------------------------------------------- |
| 01 |           | Pascal Thevenet         | RES       |                                               |
| 02 |           | Natacha Katic           | DVD       | Ancienne conseillère municipale de Montévrain |
| 03 |           | Joel Cucherousset       | RES       |                                               |
| 04 |           | Geneviève Bouché        | SE        |                                               |
| 05 |           | Charles Champsat        | RES       |                                               |
| 06 |           | Jacqueline Deneuve      | RES       |                                               |
|    |           |                         |           |                                               |
| 07 |           | Baudouin Budan de Russé | RES       |                                               |
| 08 |           | Catherine Garrido       | RES       |                                               |

## Résultats détaillés
| Tête de liste                                                                                     | Tête de liste            | Liste                                            | Voix  | %     | Sièges | +/-           |
| ------------------------------------------------------------------------------------------------- | ------------------------ | ------------------------------------------------ | ----- | ----- | ------ | ------------- |
|                                                                                                   | Anne Chain-Larché        | Les Républicains                                 | 1 119 | 35,17 | 2      | 1             |
| La Seine-et-Marne au cœur                                                                         |                          |                                                  | 1 119 | 35,17 | 2      | 1             |
|                                                                                                   | Vincent Éblé             | Union de la gauche (PS, PCF, EELV, PP, GRS, PRG) | 750   | 23,57 | 2      | 1             |
| Rassemblement de la gauche, des écologistes et des citoyens                                       |                          |                                                  | 750   | 23,57 | 2      | 1             |
|                                                                                                   | Louis Vogel              | Divers centre (HOR)                              | 466   | 14,64 | 1      | 1             |
| Rassemblés pour la Seine-et-Marne                                                                 |                          |                                                  | 466   | 14,64 | 1      | 1             |
|                                                                                                   | Aymeric Durox            | Rassemblement national                           | 413   | 12,98 | 1      | 1             |
| Au service des communes pour défendre la Seine-et-Marne                                           |                          |                                                  | 413   | 12,98 | 1      | 1             |
|                                                                                                   | Patrick Septiers         | Divers centre (PRV)                              | 171   | 5,37  | 0      | en stagnation |
| Seine-et-Marne d'abord                                                                            |                          |                                                  | 171   | 5,37  | 0      | en stagnation |
|                                                                                                   | Delphine Heuclin         | La France insoumise                              | 127   | 3,99  | 0      | en stagnation |
| Seine-et-Marne Union populaire, écologique et sociale                                             |                          |                                                  | 127   | 3,99  | 0      | en stagnation |
|                                                                                                   | Michel Gérès             | Divers droite                                    | 95    | 2,99  | 0      | en stagnation |
| Sauvons l'authenticité de nos villes et villages                                                  |                          |                                                  | 95    | 2,99  | 0      | en stagnation |
|                                                                                                   | Pierre Racine            | Divers droite                                    | 32    | 1,01  | 0      | en stagnation |
| Le bon sens en Seine-et-Marne                                                                     |                          |                                                  | 32    | 1,01  | 0      | en stagnation |
|                                                                                                   | Pascal Thevenet          | Régionaliste (RES)                               | 9     | 0,28  | 0      | en stagnation |
| Seine-et-Marne 2029 : traditions et modernité pour des territoires et des citoyens interconnectés |                          |                                                  | 9     | 0,28  | 0      | en stagnation |
|                                                                                                   |                          |                                                  |       |       |        |               |
| Suffrages exprimés                                                                                | Suffrages exprimés       | Suffrages exprimés                               | 3 182 | 97,67 |        |               |
| Votes invalides                                                                                   | Votes invalides          | Votes invalides                                  | 31    | 0,95  |        |               |
| Votes blancs                                                                                      | Votes blancs             | Votes blancs                                     | 45    | 1,38  |        |               |
| Total                                                                                             | Total                    | Total                                            | 3 258 | 100   | 6      | en stagnation |
| Abstentions                                                                                       | Abstentions              | Abstentions                                      | 68    | 2,04  |        |               |
| Inscrits / participation                                                                          | Inscrits / participation | Inscrits / participation                         | 3 326 | 97,96 |        |               |